# ISO 10005
La sigla ISO 10005 identifica uno standard internazionale di riferimento per la redazione del Piano di Qualità volto a definire gli aspetti di controllo e gestione associati ad uno specifico contratto.
I punti principalmente trattati nel Piano di Qualità riguardano:
- responsabilità del contratto
- controllo del processo (progettazione, realizzazione, assistenza)
- controllo delle risorse e dei sub-fornitori coinvolti
- gestione delle eventuali irregolarità contrattuali e loro risoluzione sistematica

Il Piano di Qualità è un documento che ha lo scopo raccogliere in modo organizzato l'elenco dei documenti, delle evidenze, delle registrazioni e in genere di tutte le regole che un Fornitore si è dato al fine di garantire tutti gli aspetti contrattualizzati con uno specifico Cliente.
A tale scopo, il Cliente in possesso del Piano di qualità (Quality plan) ha formalmente la dimostrazione che il contratto, in tutte le sue parti, è mantenuto sotto controllo attraverso un sistema dedicato.
Nel Piano di Qualità è necessario esplicitare i seguenti temi: 
- Responsabilità
- Riesame del contratto e analisi ordini
- Controllo della progettazione
- Controllo dei documenti e dei dati
- Approvvigionamento
- Controllo del prodotto fornito dal cliente
- Identificazione e rintracciabilità del prodotto
- Controllo del processo realizzativo
- Verifiche e test
- Controllo della strumentazione
- Verifiche e stato dei test
- Controllo del prodotto non conforme e azioni correttive e preventive
- Gestione, immagazzinamento, packaging (confezionamento) e spedizione del prodotto
- Controllo delle registrazioni
- Audit di qualità
- Addestramento
- Assistenza
- Tecniche statistiche

indicando come il Fornitore intende pianificarli, attuarli, controllarli e mantenerli per tutta la durata del Contratto.
La norma ISO 10005 indica, passo dopo passo, la metodologia per descrivere e dettagliare correttamente tutte le tematiche indicate.
La natura disaggregata dei temi permette inoltre di effettuare, a discrezione del Cliente, opportune "ispezioni" esterne garantite da Enti di Ispezione accreditati, per verificare la reale applicazione di quanto indicato.
Nel panorama italiano il Piano di Qualità è spesso richiesto come documento di sintesi da allegare all'interno di Bandi Gara pubblici.
In tale modo, l'Amministrazione che definisce il Bando Gara può ottenere, con un documento relativamente sintetico rispetto documenti più complessi (allegato tecnico, allegato economico, etc..) un riassunto del Sistema di Gestione del Fornitore.
Il Piano di Qualità, proprio per la sua natura, non è sinonimo di Certificazione ISO 9001 da parte dell'Azienda che lo ha redatto anche se un Sistema di Gestione ISO 9001 per sua natura è propedeutico alla definizione di un Piano di Qualità.